# Galeria Manhattan
Galeria Manhattan – znajduje się w Łodzi przy ulicy Piotrkowskiej 118. Powstała w 1991 roku. 

## Charakterystyka
Galeria prezentuje przede wszystkim twórczość młodych polskich artystów, działających w obszarze sztuki wizualnej. Poświęca również uwagę artystom starszego pokolenia, reprezentującym nurt progresywny w sztuce polskiej.